# Microceratina martensi
Microceratina martensi is een mosselkreeftjessoort uit de familie van de Cytheruridae. De wetenschappelijke naam van de soort is voor het eerst geldig gepubliceerd in 2004 door Namiotko, Wouters, Danielopol & Humphreys.